# Emertongone montifer
 (juin 2022).
Genre
Espèce
Synonymes
- Lophocarenum montiferum Emerton, 1882

Emertongone montifer, unique représentant du genre Emertongone, est une espèce d'araignées aranéomorphes de la famille des Linyphiidae.

## Distribution
Cette espèce se rencontre aux États-Unis au Massachusetts, dans l'État de New York, à Washington et en Indiana et au Canada en Ontario, au Québec, en Nouvelle-Écosse et en Terre-Neuve-et-Labrador,.

## Description
L'holotype mesure 2 mm.
Le mâle décrit par Lin, Lopardo et Uhl en 2022 mesure 1,70 mm et la femelle 1,70 mm, les mâles mesurent de 1,70 à 1,89 mm et les femelles de 1,70 à 2,37 mm.

## Systématique et taxinomie
Cette espèce a été décrite sous le protonyme Lophocarenum montiferum par Emerton en 1882. Elle est placée dans le genre Oedothorax par Crosby en 1905 puis dans le genre Emertongone par Lin, Lopardo et Uhl en 2022.

## Étymologie
Ce genre est nommé en l'honneur de James Henry Emerton.

## Publications originales
- Emerton, 1882 : « New England spiders of the family Theridiidae. » Transactions of the Connecticut Academy of Arts and Sciences, vol. 6, p. 1-86.
- Lin, Lopardo & Uhl, 2022 : « Evolution of nuptial-gift-related male prosomal structures: taxonomic revision and cladistic analysis of the genus Oedothorax (Araneae: Linyphiidae: Erigoninae). » Zoological Journal of the Linnean Society, vol. 195, no 2, p. 417-584.